# Атрибіс
| O6 | X1 · N23 | N17 | D2 · D21 | Z4 | F34 | O49 · X1 · Z1 |

| O6 | X1 · N23 | N17 | D2 · D21 | Z4 | F34 | O49 · X1 · Z1 |

Атрибіс (дав.-гр. Ἀθριβις, дав.-єгип. Hut-(ta)-heri-ib, дав.-ассирійською. Ḫatḫ(a)riba) — в Стародавньому Єгипті головне місто десятого нижньоєгипетського нома Кем-ур. Нині це містечко носить назву Телль-Атриб.
Стародавній Атрибіс лежав у дельті Нілу, на північний схід від сучасного єгипетського міста Бенха. Підтвердженням того, що залишки Атрибіса знаходяться саме в нинішньому Телль-Атрибі служать руїни зведеного тут за часів XXVI династії, при фараоні Яхмоса II храму, присвяченого місцевому богові Хентехтай. Згідно давньоєгипетським текстам, ще фараон Аменхотеп III звів тут храм, однак слідів його не збереглося. В Атрибісі народився видатний давньоєгипетський архітектор і адміністратор, жрець Аменхотеп, син Хапу, який служив при Аменхотепі III і помер на 35-му році його правління. Згідно з повідомленням Амміана Марцелліна, Атрибіс входив до числа найбільших єгипетських міст (Res gestae 22,16). 
Ассирійці в VII столітті до н. е. перейменували місто в Лімір-патесі-Ашшур («Так, сяє намісник Ашшура»).